# El Castillo
El Castillo je piramida u gradu Chichen Itzi. Visoka je 24 metra i sastoji se od 9 stepenasto poredanih katova. 
Na vrhu piramide nalazi se astronomski opservatorij, a do njega vode četiri stubišta; svaki od njih ima 91 stubu, što ukupno daje 364 stuba, a 365. stuba posljednja je koja vodi do gornje platforme. Tih 365 stuba odgovara broju dana u godini. 
El Castillio je zapravo hram posvećen Kukulcanu. Kukulcan je bio  mayanski prijevod glavnog srednjeameričkog božanstva «pernate zmije» Quetzalcoatla. Kukulcan je bio bog vjetra i uragana. U Dresden Codexu dovodi ga se u vezu sa Venerom u vidu jutarnje «zvijezde». Po drugom tumačenju, Kukulkan je klasificiran kao jedno od mnogih očitovanja Itzamne, vrhovnog boga. 
Dva očitovanja, Kukulcan na jednoj strani i Quetzalcoatl na drugoj izgleda predstavljaju još jedan izraz srednjoameričke dvojnosti – jedan aspekt povezan s dobrim znamenjem, a drugi sa zlokobnim – što se uspoređuje s očitovanjima života i smrti koje simbolizira duh Itzamne u obliku dvoglave nebeske zmije.
Prema legendi, Kukulcan je navodno bio povijesni mayanski ili mayansko – toltečki vođa ili junak kulture. Kažu da je Kukulcan došao morem, sa zapada, obično se spominje godina 987., bježeći od pobune u svome matičnom gradu. Kukulkan bi, tako, mogao prije biti opći izraz za vođu nego osobno ime, i ta dva lika mogla bi biti jedan te isti. 
Coatl («zmija») često se javljala u srednjoameričoj umjetnosti od najranijih vremena, pa do postklasičnog razdoblja. Zmije su se povezivale i s muškim i sa ženskim božanstvima te je coatl tvorio dio mnogih imena, npr. Quetzalcoatl uz mačje crte, očnjake i račvaste jezike, činili su važan element u umjetnosti svake od srednjoameričkih kultura.